# 山下優
山下 優（やました まさる、1967年10月26日 - ）は、日本の元俳優。本名同じ。別名、高杉 優作。
石川県出身。東京都立神代高等学校卒業。倉田プロモーションを経て、オフィスランナーに所属していた。

## 来歴・人物
中学校3年生のとき、石川県から東京都へ転居。小中学生時代は野球をやっていたが、東京で進学した高校には野球部がなく、やむなくバレーボール部に所属していたが、テレビで映画『ドランクモンキー 酔拳』を観たことをきっかけに格闘技を嗜むようになり、マーシャルアーツ系の道場や空手道場などに通い、テコンドーも囓るなど様々なものを経験していった。大学進学後にアクション俳優養成所の倉田アクションクラブの存在を知り、大学を中退して同所に所属。養成所卒業後、系列の倉田プロモーションに所属した。
倉田プロモーションから1988年に小池達朗などともに独立し、アクションクラブを設立するが、数年で解散。解散の理由はスタント派と俳優派にメンバーが別れ、それぞれしたい仕事に専念していくことになったためとされる。
1990年より放映開始の『特警ウインスペクター』（テレビ朝日）の出演者オーディションに合格し、主演の香川竜馬 / ファイヤー役を務めた。『ウインスペクター』に出演する前はスタントマンとしてアクション関係の仕事をしており、『仮面ライダーBLACK RX』のアトラクションでスーツアクターとして出演していた。『ウインスペクター』の続編である『特救指令ソルブレイン』にも同役でゲスト出演後、同作の後半以降に準レギュラー出演している。
のちに俳優を引退し、ボウリング用品の営業マンに転職。休日には息子が所属する少年野球チームのコーチをしている。

## 『ウインスペクター』『ソルブレイン』でのエピソード
『ウインスペクター』のオーディションに参加したのは、当時の所属事務所のメンバーが映画『天と地と』のカナダロケに参加していたが、山下1人がこれを降りて日本に残ったため、マネージャーがその代りの仕事として持ってきたものであった。山下は後年のインタビューで、この時日本に残ったことが運命の分岐点であったと述懐している。当初はレギュラーメンバーの一人という話だったので、主役に決まったときは非常に驚いたという。
アクション俳優としての活動が主体だったこともあり、『ウインスペクター』では激しいアクションシーンも自ら演じていた。ただし、同作第13話での崖から車輌のウインスコードとともに落下するシーンは、唯一スタントマンを使ったシーンだという。このシーンでも山下は吹き替えなしでやることを望んでいたが、「万が一、事故にでもなったら取り返しがつかないことになる」と現場から反対されて辞退したとのこと。
『ウインスペクター』では山下演じる香川竜馬が事件を解決しファイヤーのヘルメットを取り外した後に顔の汗を振り払う演出が行われているが、この顔を振る仕草は本人が顔を洗った後にする癖である。
『ウインスペクター』のクランクイン当初は、監督の東條昭平から名前でも役名でもなく「男」と呼ばれており、山下は東條に認めてもらおうと決意し1年間セリフを丸暗記して台本を現場に持ち込まないというマイルールを設けて撮影に挑んでいた。
『ウインスペクター』で印象的なエピソードとして記憶喪失になる第15話を挙げており、どう演じたらいいのかわからず悩んだという。
『ソルブレイン』主演の中山幸一とは、『ウインスペクター』当時の山下と同じ境遇であったためすぐに仲良くなり、撮影についての相談などを受けていたという。山下も、前作では同性の同世代がいなかったため、中山がいることで安心感を得ていたと述べている。
また2021年1月31日に開催した宮内タカユキONLINE LIVE 2021『あれから30年』で久々の再会を果たした。
『ウインスペクター』『ソルブレイン』の主題歌を担当した宮内タカユキとは、『ウインスペクター』放送当時にほぼ毎週キャラクターショーを一緒に回っており、個人的な交友もあった。宮内は2015年のインタビューで現在も付き合いが続いていると述べている。

## 出演

### テレビドラマ
- もっとあぶない刑事 第4話「奇策」（1988年、日本テレビ）
- 男と女のミステリー / 街（1989年、フジテレビ）
- レスキューポリスシリーズ
  - 特警ウインスペクター（1990年 - 1991年、テレビ朝日） - 主演・香川竜馬 / ファイヤー
  - 特救指令ソルブレイン（1991年 - 1992年、ANB） - 香川竜馬 / ファイヤー、ナイトファイヤー[注釈 1]
- 再会（1991年、KTV）
- 仮面ライダーガッチャード 第41話（2024年6月23日、テレビ朝日）- 業者

### 映画
- ファイナルファイト 最後の一撃（1989年、東映クラシックフィルム）
- 押忍!!空手部（1990年、松竹）
- 仮面ライダーZO（1993年、東映） - 西村

### ビデオ
- 恋人たちの条件(ワーナーパイオニアから１９９２年に発売されたレーザーディスク収録によるカラオケ劇場シリーズの４作目。内容はテレサ・テンの曲をテーマに制作されたオリジナルドラマ。香港でロケがおこなわれ、山下は主演の倉沢淳美演じる主人公の恋人である江口隆史役を演じた。)

### イベント
- 340 Presents 「レスキュー感謝祭」（2023年5月21日、阿佐ヶ谷ロフトA）

## 音楽
アルバム
- 特警ウインスペクター ヒット曲集（1990年、日本コロムビア） - 挿入歌「君が幸せなら」